# Le Pélican (Saint-Martin)
Pour les articles homonymes, voir Le Pélican.
Le Pélican est le quotidien de l’île de Saint-Martin (Antilles françaises). Journal de proximité, appartenant à la presse quotidienne départementale, Le Pélican (emblème de l’île de Saint-Martin) diffuse de l’information locale ainsi que sur les îles avoisinantes.

## Historique
Créé en février 2004, Le Pélican est le quotidien de France avec le plus petit tirage (1 500 exemplaires/jour). Quinze personnes salariées et indépendantes assurent au quotidien la sortie du journal local, qui paraît du lundi au vendredi. Le Pélican est également le dernier quotidien créé en France. Il est un des derniers journaux indépendants de France : la fondatrice, Florence Gurrieri, seule actionnaire, dirige ce journal qui se décrit comme sans parti pris, ni orientation politique. Le journal fonctionne avec ses propres ressources commerciales.

## Ligne éditoriale et distribution
Le journal se veut un journal local de proximité. Il contient des faits divers, des actualités politiques, économiques, culturelles, sportives. Ses journalistes réalisent des reportages, des interviews de personnalités de l’île. Les rubriques sont diversifiées, en phase avec les attentes des lecteurs. Le journal publie un dossier à thème une fois par mois.
Le quotidien a une distribution de 500 abonnés et compte cinquante points de distribution grand public et environ 10 000 lecteurs quotidiens.

## Maquette
Dans une île loin de la métropole où les habitants lisent peu, le journal séduit par sa maquette claire et actuelle, ses textes courts et dynamiques, et la couleur qui constitue la moitié des pages du journal.

## Annonces légales
Le Pélican est habilité à diffuser les annonces judiciaires et légales sur Saint-Martin et Saint-Barthélemy.